# Rikard Wolff
Jan Rikard Wolff (Farsta, 8 aprile 1958 – Stoccolma, 17 novembre 2017) è stato un attore, cantante e doppiatore svedese.

## Filmografia parziale

### Cinema
- Oxen, regia di Sven Nykvist (1991)
- Änglagård, regia di Colin Nutley (1992)
- Jönssonligan & den svarta diamanten, regia di Hans Åke Gabrielsson (1992)
- Sista dansen, regia di Colin Nutley (1993)
- Zorn, regia di Gunnar Hellström (1994)
- Änglagård - Andra sommaren, regia di Colin Nutley (1994)
- Gossip, regia di Colin Nutley (2000)
- Så vit som en snö, regia di Jan Troell (2001)
- Tre solar, regia di Richard Hobert (2004)
- Angel, regia di Colin Nutley (2008)
- Änglagård - Tredje gången gillt, regia di Colin Nutley (2010)
- En underbar jävla jul, regia di Helena Bergström (2015)

### Televisione
- Den svarta cirkeln - miniserie TV, 4 episodi (1990)
- Jakten på tidskristallen - serie TV, 16 episodi (2017)

### Doppiatore
- Sotto il sole (Under solen), regia di Colin Nutley (1998)
- L'incredibile avventura del piccolo Elias (Elias og kongeskipet), regia di Espen Fyksen e Lise I. Osvoll (2007)

## Discografia
- 1991 – Recital[1]
- 1995 – Pojken på månen[1]
- 1997 – Stjärnklara nätter[1]
- 2000 – Min allra största kärlek[1]
- 2001 – Desemberbarn (con Kari Bremnes)[1]
- 2003 – Du får mig om jag får dig[1]
- 2004 – Chanson suicide[1]
- 2005 – Allt du kan önska![1]
- 2009 – Tango[1]
- 2013 – Första lågan[1]